# 申國公主
申國公主（?—?），本名不詳，為北宋第一代皇帝宋太祖的皇女，母不详。
申國公主早早夭折，在其父宋太祖赵匡胤在位时没有被封为公主，宋徽宗即位后，于元符三年（1100年）三月，追封她为申國大長公主。后改公主为帝姬，政和四年（1114年）十二月，改封安惠大長帝姬。